# Ten westen van Jeruzalem

De ligging van Zwitserland in Europa.

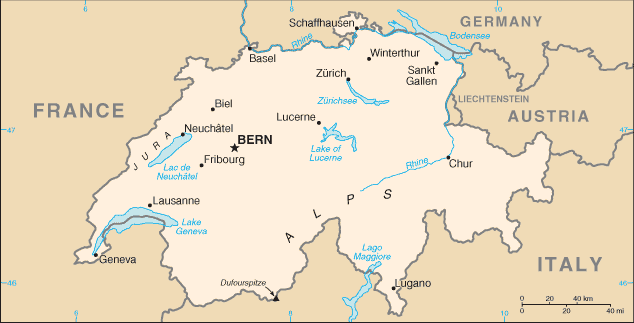
Een overzichtskaart van Zwitserland.

Ten westen van Jeruzalem is een spionageroman van auteur Gérard de Villiers en is het 9e deel uit de S.A.S.-reeks met als protagonist de Oostenrijkse prins en freelance CIA-agent Malko Linge.

## Het verhaal
Foster Hillman, een directeur van de Amerikaanse CIA, pleegt zelfmoord door uit een raam te springen op de 17e verdieping van een wolkenkrabber.
De CIA tast volkomen in het duister over de oorzaak van deze ultieme daad. Zij sluit zelfs niet uit dat Hillman mogelijk een dubbelspion was.
Malko krijgt de taak de ware toedracht van deze tragedie te achterhalen. Nadat hij zijn onderzoek is gestart in de Verenigde Staten leidt het spoor al spoedig naar Zwitserland. Malko ontdekt dat Hillman werd afgeperst. Zijn geestelijk gehandicapte kind bleek te zijn ontvoerd door Egyptenaren en zij dreigden hem te doden tenzij Hillman een lijst met hierop de namen van elke CIA-agent in het Midden-Oosten aan hen zou verstrekken. Iets wat Hillman kennelijk geweigerd heeft. Of misschien toch niet?
Malko kruist tijdens deze missie onder andere het pad van een Iraanse prinses, die een grote bekendheid geniet als pornoster.

## Personages
- Malko Linge, een Oostenrijkse prins en CIA-agent;
- Foster Hillman, directeur en analist bij de CIA.